# Ferdinand Möller (Architekt)
Ferdinand Möller (* 1878; † 1955) war ein deutscher Architekt, Heimatfreund und Baurat.

## Leben

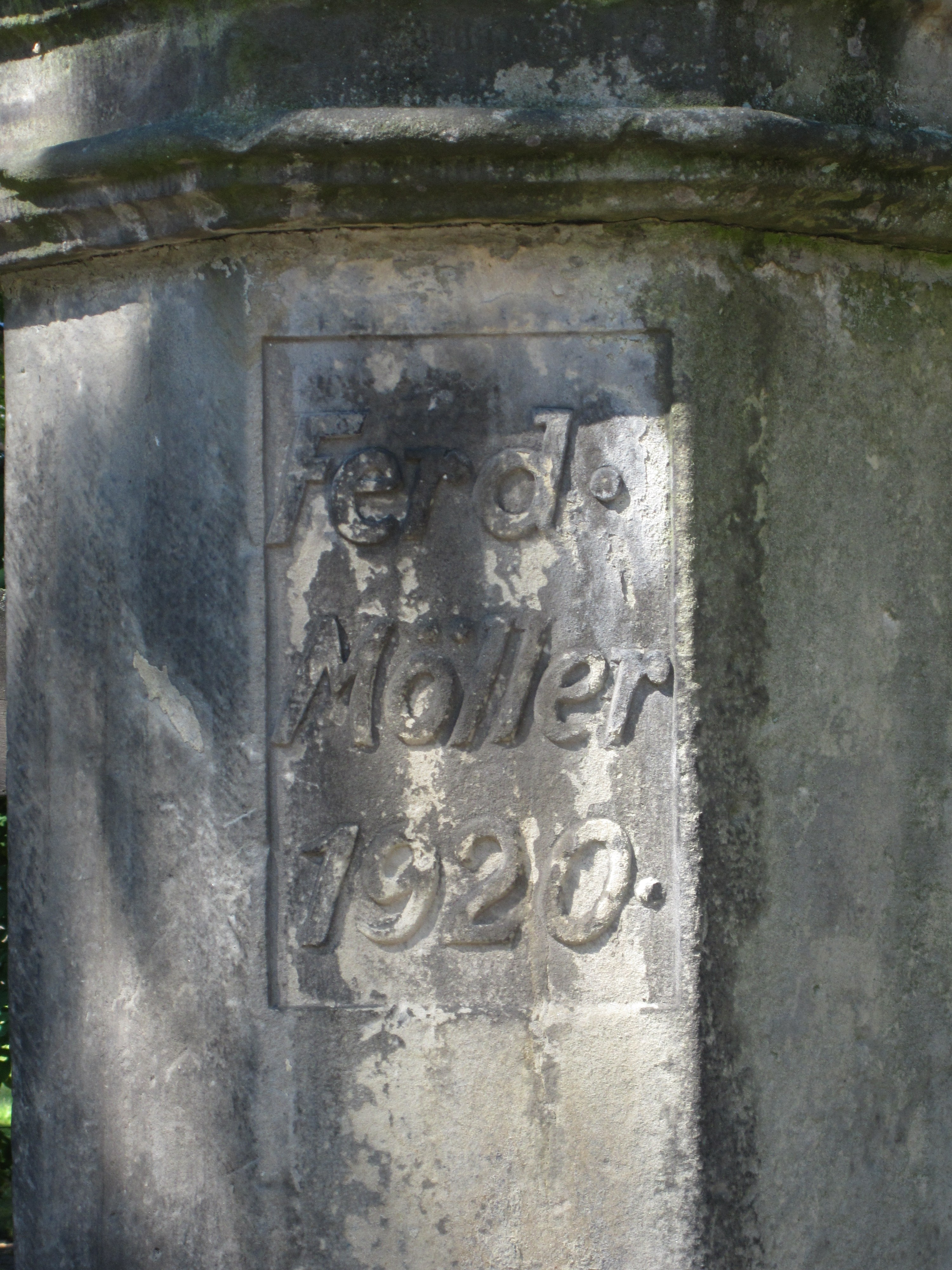
Eigentums-Inschrift mit der Jahreszahl 1920 vor dem Gebäude Kapellenbrink 8 in Groß-Buchholz

Ferdinand Möller gehörte, gemeinsam mit dem späteren Stadtbaumeister Oskar Barnstorf, zu den Mitbegründern des am 8. Januar 1908 gegründeten Herdabends mit dem Ziel der Pflege des niedersächsischen Brauchtums.
Zur Zeit der Weimarer Republik erwarb Möller das bis 1918 landwirtschaftlich genutzte Anwesen Ebeling in der Straße Kapellenbrink im alten Dorf des (heutigen) hannoverschen Stadtteils Groß-Buchholz, heute Kapellenbrink 6 bis 10 sowie Groß-Buchholzer Kirchweg 66. Das auf der Hofanlage stehende, 2015 noch erhaltene Zweiständerhaus von 1711 baute er um. Zu der ehemaligen Möllerschen Anlage gehören zudem eine Durchfahrtscheune von 1764, ein kleines Fachwerknebengebäude und ein weiteres kleines Fachwerkhaus, vermutlich ein Altenteilerhaus, unter der heutigen Adresse Groß-Buchholzer Kirchweg 66.
Ulrich Fließ schreibt 1974 im Ausstellungsführer des Historischen Museums am Hohen Ufer Alte Bauernhäuser in Hannover über das Haupt- und die Nebengebäude:
Haupthaus des vormals Ebelingschen Hofes, Zweiständerhaus, erbaut 1711, bis 1918 landwirtschaftlich genutzt, dann von Architekt F. Möller erworben und umgebaut, weitere Restaurierungen durch Nachfahren. Beispiel eines durch Umgestaltung und Anpassung geretteten alten Baukörpers. Durch Gerüst, Unterrähmzimmerung mit Sparrenschwelle, und Holzarchitektur des Vordergiebels gehört das Haus als bemerkenswertes Beispiel zum Formenkreis alter Zimmermannskunst in den nördlichen Randgemeinden Hannovers. Kübbungserweiterungen, Einbau von Stuben im vorderen Hausteil sowie Ausbau des dachgeschossigen Blendstockwerks gehören einer späteren Zeit an. Auf altem Hofraum Scheunenbau mit geschlossener Längsdurchfahrt, erbaut 1764, in firstparalleler Stellung zum Haupthaus mit gleich aufwendiger Giebelarchitektur; kleines Hofgebäude, vermutlich früheres Altenteilerhaus, weiter abgelegen.
Sein Büro betrieb Möller in den 1930er Jahren in der Ubbenstraße 24.
Im Zweiten Weltkrieg entwickelte Ferdinand Möller die nach ihm benannten „Möller-Blenden“, besonders geformte Betonschwellen mit der Reichsgebrauchsmuster-Nummer 1502831, die im Bombenkrieg das Eindringen von Splittern in Kellerräume verhindern sollten.
1951 veröffentlichte Möller in der Zeitschrift Heimatland des Heimatbundes Niedersachsen einen Aufruf Erhaltet alte Hausinschriften!, in dem er sich für die Inschriften in Fachwerkhäusern und die Auffrischung deren Farben einsetzte.
Als Architekt hinterließ Möller im Stadtbild Hannovers mehrere denkmalgeschützte Bauwerke.

## Werke (Auswahl)
- 1907–1909 circa: Gemauerte Bogenbrücke der Güterumgehungsbahn an der Liebrechtstraße im heutigen Stadtteil Waldheim, denkmalgeschützt[7]
- 1908/1909: Geschosswohnungsbau Hannover, Heidornstraße/Spielhagenstraße für den Spar- und Bauverein Hannover[8]
- 1909/1910: Eisenbahnbrücke über den Vinnhorster Weg in Leinhausen[2]
- 1909/1910 Geschosswohnungsbau Hannover, Lister Kirchweg 17–27 für den Spar- und Bauverein Hannover[9]
- 1911: Genossenschafts-Wohngebäude für den Spar- und Bauverein Hannover in der Charlottenstraße 89 und 91 sowie Stroußbergstraße 9 im hannoverschen Stadtteil Linden-Süd[2]
- 1913: Fassade der ehemaligen Fabrik Werner & Ehlers (heute: FAUST) entlang der Wilhelm-Blum-Straße 12 im Stadtteil Linden-Nord[2]
- Auf dem Gelände der 1845 gegründeten Tapetenfabrik Leinau (später: Seifenfabrik Brakebusch, nicht mehr vorhanden) errichtete Möller an deren südlichen Grundstücksabschnitt in Höhe der Gummistraße (heute: Wilhelm-Blum-Straße) als „Genossenschafts-Architekt“ für den Spar- und Bauverein den Wohnhäuser-Block im Karree Wilhelm-Blum-Straße mit den Hausnummern 20, 22, 24, 26, Berdingstraße 1, 3, 4, 5 und 7, Leinaustraße 17, 19, 21 und 23 sowie Brakebuschstraße 1, 2, 3, 4 und 5[2]
- In Groß-Buchholz war er Architekt von 100 „preiswerten Eigenheimen mit Garten“ – so ein Werbeschild damals –, die Mitte der 1930er Jahre im neu ausgewiesenen dreieckigen Baugebiet zwischen Groß-Buchholzer Kirchweg, Hesemannstraße und Meersmannufer entstanden, im westlichen Planungsgebiet in Trägerschaft des Spar- und Bauvereins.[4]